# 常温
常温（じょうおん）とは、日常用語では、常に一定した温度、温度が一定であること（恒温）、特に冷やしたり熱したりしない温度、平常の温度、一年中の平常の温度などを表す。室温が同様な意味で使われる場合もある。しかし、食品や医薬品の保存、ライフサイエンスや微生物学などでは「常温」は厳密に定義され、「室温」と区別する分野もある。

## 分野別の定義

### ライフサイエンス
ライフサイエンス全般では慣例的に「常温」あるいは「室温」は20℃と認識されている。

### 微生物学
微生物学では慣例的に「常温」あるいは「室温」は25℃と認識されている。これは人間生活の中で見られる微生物、例えば食品に発生するそれを研究するのが始まりだった歴史に由来する。そのため、実際に微生物が生活する条件との差を問題視する例もある。例えば、温帯の森林土壌の温度はたいていそれより10℃ばかり低いため、標準で培養するとその環境条件が反映されない可能性がある。実際により低い温度で分離培養をすることで、全く違う菌群が出現し、温度条件が菌類相の研究結果を歪めているとの指摘がなされた例がある。

### 工業上の規格
日本産業規格では「常温」を20℃±15℃（5～35℃）の範囲として規定する（JIS Z 8703）。日本産業規格は常温とは別に、試験目的に応じて標準状態における温度として20℃、23℃、25℃の3つの具体的な温度を定めている。同様に湿度に対しては相対湿度45～85%の範囲を常湿（じょうしつ）と言う。
ワインの「常温」はヨーロッパが基準となっており15～18℃とされる。常温保存の食品では「冬季25℃、夏季30℃を常温として賞味期限あるいは消費期限を設定しています」など、個別に表記している場合もある。

### 医薬品の保存
日本薬局方の通則では、医薬品などに関する常温は15～25℃としている。日本薬局方は常温とは別に、標準温度（標準状態における温度）を20℃と定め、室温を1～30℃としている。